# Presidentvalet i Abchazien 2011
Presidentvalet i Abchazien 2011 var det femte presidentvalet sedan posten president infördes i Abchazien år 1994. Valet hölls den 26 augusti 2011. Valet utlystes för att utse en efterträdare till den förre presidenten Sergej Bagapsj, som dog i tjänst den 29 maj 2011. Valet vanns av Alyksandr Ankwab, som fick 54,86 % av rösterna, mer än dubbelt så mycket som tvåan i valet, Sergej Sjamba.

## Bakgrund
Valet skulle enligt planen ha hållits år 2014, fem år efter det förra presidentvalet, men efter president Sergej Bagapsjs oväntade frånfälle krävde Abchaziens konstitution ett val inom tre månader. Fram till dess att valet hölls fungerade Alyksandr Ankwab, tidigare premiärminister, som tillförordnad president. Den 8 juni beslöt Abchaziens parlament att valet skulle äga rum den 26 augusti 2011.

## Kandidater

### Krav och registreringsprocess
Enligt lagen om presidentval i Abchazien behövde kandidater:
- inneha abchaziskt medborgarskap;
- vara av abchazisk nationalitet;
- behärska det abchaziska språket;
- vara äldre än 35 år och yngre än 65 år;
- inneha rösträtt;
- ha levt i Abchazien permanent i minst 5 år före valdagen.

Kandidater i valet nominerades mellan den 27 juni och 17 juli 2011. Nomineringen kunde ske antingen genom att en grupp på minst 10 personer med en lista på mellan 2000 och 2500 signaturer, eller av ett politiskt parti registrerat hos den centrala valkommissionen. De enda partierna som är registrerade på detta sätt är Förenade Abchazien, Forum för Abchaziens nationella enighet, Abchaziens ekonomiska utvecklingsparti, Folkpartiet och Kommunistpartiet. Efter att nomineringsperioden gått ut kom den centrala valkommissionen att verifiera signaturlistorna och avgjorde om kandidaten uppfyllde kraven. För att testa kandidatens kunnighet i abchaziska tillsattes en språkkommission.

### Kandidater
Tre kandidater nominerades och blev de enda deltagarna i presidentvalet.
| Presidentkandidat               | Karriär | Vicepresidentkandidat | Karriär                                                    | Politiskt stöd |
| ------------------------------- | --- | --------------------- | ---------------------------------------------------------- | --- |
|                                 | - Vicepresident (2005–2009) - Premiärminister (2003–2004) - Försvarsminister (2002–2003)                            |                       | - Änka till Abchaziens första president Vladislav Ardzynba | - Nominerad av en initiativgrupp (28 juni) - Nominerad av Forum för Abchaziens Nationella Enighet (2 juli) - Achatsa (5 juli) - Aruaa (7 juli) - Före detta premiärministern och presidentkandidaten i valet 2004 Anri Dzjergenia (27 juli) - Unionen för kosacker (5 augusti) |
| Raul Dzjumka-ipa Chadzjimba     | - Vicepresident (2005–2009) - Premiärminister (2003–2004) - Försvarsminister (2002–2003)                            | Svetlana Dzjergenia   | - Änka till Abchaziens första president Vladislav Ardzynba | - Nominerad av en initiativgrupp (28 juni) - Nominerad av Forum för Abchaziens Nationella Enighet (2 juli) - Achatsa (5 juli) - Aruaa (7 juli) - Före detta premiärministern och presidentkandidaten i valet 2004 Anri Dzjergenia (27 juli) - Unionen för kosacker (5 augusti) |
| Alyksandr Ankwab                | - Tillförordnad president (sedan 29 maj 2011) - Vicepresident (2010–2011) - Premiärminister (2005–2010) - Affärsman |                       | - Borgmästare i distriktet Gulripsji                       | - Nominerad av en initiativgrupp (29 juni) - Förenade Abchazien (26 juli) - Amtsachara (2 augusti) |
| Alyksandr Zolotinska-ipa Ankwab | - Tillförordnad president (sedan 29 maj 2011) - Vicepresident (2010–2011) - Premiärminister (2005–2010) - Affärsman | Michail Logua         | - Borgmästare i distriktet Gulripsji                       | - Nominerad av en initiativgrupp (29 juni) - Förenade Abchazien (26 juli) - Amtsachara (2 augusti) |
|                                 | - Premiärminister (sedan 13 februari 2010) - Utrikesminister (1997-2004 och 2004–2010)                              |                       | - Vice ordförande i ungdoms- och sportkommittén            | - Nominerad av en initiativgrupp (8 juli) - Partiet för Abchaziens ekonomiska utveckling (21 juli) - 10 (av 12) medlemmar i Föreningen för ungdomsorganisationer (28 juli) - Abchaziens kommunistiska parti (9 augusti)                                                        |
| Sergej Miron-ipa Sjamba         | - Premiärminister (sedan 13 februari 2010) - Utrikesminister (1997-2004 och 2004–2010)                              | Sjamil Adzjinba       | - Vice ordförande i ungdoms- och sportkommittén            | - Nominerad av en initiativgrupp (8 juli) - Partiet för Abchaziens ekonomiska utveckling (21 juli) - 10 (av 12) medlemmar i Föreningen för ungdomsorganisationer (28 juli) - Abchaziens kommunistiska parti (9 augusti)                                                        |

## Valkampanj
Valkampanjen inleddes officiellt den 26 juli, då presidentkandidaterna fick sina registreringscertifikat. Enligt vallagen tvingades Alyksandr Ankwab och Sergej Sjamba lämna sina poster. Till följd av detta tog Nugzar Asjuba över som tillförordnad president och vice premiärministern Beslan Kubrava tog över som premiärminister.

### Media

#### TV-sändningar
Varje presidentkandidat fick tre timmars fri sändningstid på det nationella TV-bolaget under de fyra veckorna fram till presidentvalet och varje vicepresidentkandidat fick en timme. Under den första veckan fick kandidaterna välja mellan att sända en timmes interaktion med väljarna eller att sända in en förinspelad DVD. Under den andra veckan fick kandidaterna, själva eller med ett lag på maximalt 4 personer, en timmes direktsänd interaktion med väljarna. Under de två sista veckorna fick först vicepresidentkandidaten och sedan presidentkandidaten svara omväxlande på frågor från väljare och från officiell registrerade medier. 
Utöver dessa sändningar kunde kandidaterna sända in ett reklamklipp på upp till 5 minuter, som sändes på vardagar mellan den 1 och 25 augusti, tre gånger dagligen (klockan 8.00, 18.00 och 20.00). 
I vilken ordning sändningarna skulle ske av kandidaterna drogs genom en lottning och resultatet blev som följer:
|                           | Måndag     | Tisdag     | Onsdag     | Torsdag | Fredag  | Reklamordning                |
| Vecka 1 (1 - 5 augusti)   | Chadzjimba |            | Sjamba     |         | Ankwab  | Chadzjimba - Ankwab - Sjamba |
| Vecka 2 (8 - 12 augusti)  | Chadzjimba |            | Sjamba     |         | Ankwab  | Chadzjimba - Sjamba - Ankwab |
| Vecka 3 (15 - 19 augusti) | Logua      |            | Dzjergenia |         | Adzynba | Ankwab - Chadzjimba - Sjamba |
| Vecka 4 (22 - 26 augusti) | Sjamba     | Chadzjimba | Ankwab     |         |         | Ankwab - Sjamba - Chadzjimba |

### Olycka
Kandidaten Sergej Sjamba var inblandad i en bilolycka den 20 augusti. I olyckan ådrog sig kandidaten lindriga skador och fördes till sjukhus i Gagra. Samma dag planerades en TV-debatt mellan de tre kandidaterna att sändas, men till följd av olyckan ställdes denna in. Olyckan var inte så allvarlig att den hindrade kandidaten från att deltaga i valet.

## Opinionsundersökningar
| Datum          | Källa          | Sergej Sjamba | Alyksandr Ankwab | Raul Chadzjimba |
| -------------- | -------------- | ------------- | ---------------- | --------------- |
| 5-12 juli 2011 | Dobrososedstvo | 30,1%         | 26,1%            | 8,0%            |

## Röstning
Röstningen övervakades av 119 internationella observatörer från 25 länder.
Enligt preliminära uppgifter från CEC uppgick antalet röster i valet till 85 143, vilket är omkring 70 % av de röstberättigade. Utöver röstning i Abchazien kunde även abchaziska medborgare bosatta i Ryssland avlägga sina röster dels i Moskva och dels i Tjerkessk.
I Moskva mottogs röster från 809 personer. Resultatet från dessa röster följer nedan:
- Alyksandr Ankwab - 465
- Sergej Sjamba - 222
- Raul Chadzjimba - 91
- Blanka röster - 12
- Ogiltiga - 19

I Tjerkessk, den andra vallokalen i Ryssland, avlades 2027 giltiga röster:
- Alyksandr Ankwab - 735
- Sergej Sjamba - 726
- Raul Chadzjimba - 566

## Resultat
| Kandidat (vicepresidentkandidat)      | Röster  | %     |
| ------------------------------------- | ------- | ----- |
| Alyksandr Ankwab (Michail Logua)      | 58 657  | 54,86 |
| Sergej Sjamba (Sjamil Adzynba)        | 22 456  | 21,04 |
| Raul Chadzjimba (Svetlana Dzjergenia) | 21 177  | 19,83 |
| Mot alla                              | 2023    | 1,89  |
| Ogiltiga röster                       | 2532    | 2,37  |
| Totalt 71,92% valdeltagande           | 106 845 | 100   |

* Källa: strana-mimoz.ru